# Convention nationale congolaise
La Convention Nationale Congolaise (CONACO) est un parti et une alliance politique de la République démocratique du Congo sous la première république. Fondée en février 1965 par Moïse Tshombe en vue des élections de 1965, elle mène à la formation d'une large coalition regroupant quarante-neuf partis sur les 223 participants au scrutin, son nom devenant par extension celui de l'alliance politique. À la tête de la tendance fédéraliste, le parti et la coalition CONACO remportent respectivement 38 et 122 sièges sur 167 aux législatives de mars et avril 1965. 
Comme l'ensemble des partis politiques congolais, la CONACO est dissoute peu après à la suite du coup d'État de Joseph Mobutu.

## Formation

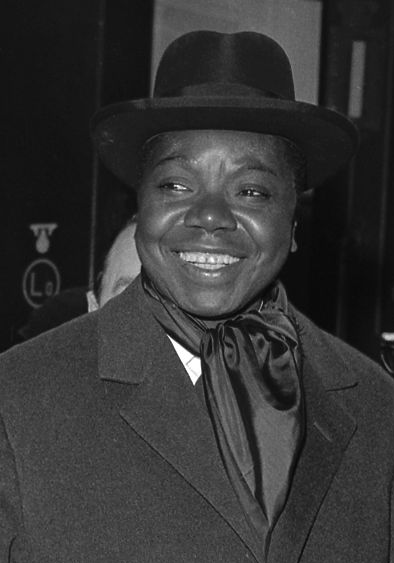
Moïse Tshombe en 1963

Moïse Tshombe fonde le parti dans la capitale Léopoldville à partir de la section locale de sa Confédération des associations tribales du Katanga (CONAKAT). À l'inverse de cette dernière, résolument katangaise, la CONACO se veut nationale tout en rassemblant la mouvance Fédéraliste qui s'oppose alors à celle Unitariste dans le jeune pays.
Le 3 février 1965, Tshombe créé officiellement une "Confédération nationale des associations congolaises", dite CONACO, regroupant quarante-neuf partis. La nouvelle formation tient ses assises au cours du Congrès de Luluabourg du 7 au 20 février. Le 24, elle prend le nom de "Convention Nationale Congolaise", avec l'objectif affirmé d'assurer la victoire de Tshombe aux élections,.

## Élections de 1965
Les Élections parlementaires de 1965 en république démocratique du Congo se tiennent du 18 mars au 30 avril 1965. Héritière de la CONAKAT, la CONACO obtient ses meilleurs résultats dans le sud du pays. Arrivée en tête avec 38 sièges de députés à la chambre basse, elle devient le principal parti politique de la RDC et mène une coalition réunissant 122 sièges sur 167, bien au-delà de la majorité absolue nécessaire pour gouverner.
La coalition n'est cependant pas aussi solide que les chiffres ne le laissent penser. Sa formation s'étant faite sur des bases électoralistes plus d'idéologique, la majorité des petits partis la composant gardent farouchement leur autonomie. Lors de l'élection du président de la chambre des députés, le candidat de la CONACO est ainsi élu par une majorité bien plus ténue. Tshombe a néanmoins de très bonnes chances d'être élu président à la présidentielle qui doit alors suivre au scrutin indirect.

### Résultats
| Année | Voix    | %   | Rang | Élus     | Total coalition |
| ----- | ------- | --- | ---- | -------- | --------------- |
| 1965  | 227 961 | 9,2 | 1er  | 38 / 167 | 122 / 167       |

## Chute
Le conflit ouvert avec le président Joseph Kasa-Vubu mène rapidement à un blocage institutionnel, et Moïse Tshombe se voit victime avec ce dernier du coup d'État de Mobutu qui profite de la situation pour prendre le pouvoir le 20 novembre 1965. L'ensemble des partis politiques sont alors dissouts.